# Чорний (доплив Стрию)
Чорний (пол. Czarny) — гірський потік в Україні, у Сколівському районі Львівської області у Галичині. Правий доплив Стрию, (басейн Дністра).

## Опис
Довжина потоку приблизно 2,28 км, найкоротша відстань між витоком і гирлом — 1,88  км, коефіцієнт звивистості потоку — 1,13 . Формується гірськими безіменними струмками. Потік тече у гірському масиві Сколівські Бескиди (зовнішня смуга Українських Карпат).

## Розташування
Бере початок на південно-західних схилах гори Станеща (1158 м). Тече переважно на південний захід і у селі Верхнячка (колишнє Вижлів) впадає у річку Стрий, праву притоку Дністра.

## Цікавий факт
- На лівому березі потоку розташоване Заповідне урочище Бескид[2].